# Dietschwil
Dietschwil ist eine Ortschaft in der politischen Gemeinde Kirchberg im Toggenburg im Ostschweizer Kanton St. Gallen.

## Geographie
Dietschwil liegt in einem Hochtal an der Strasse von Kirchberg nach Oberwangen und am Toggenburger Höhenweg von Mühlrüti nach Wil. Eine Linie von WilMobil verbindet den Ort in den Hauptverkehrszeiten mit Kirchberg und Bazenheid.

## Geschichte

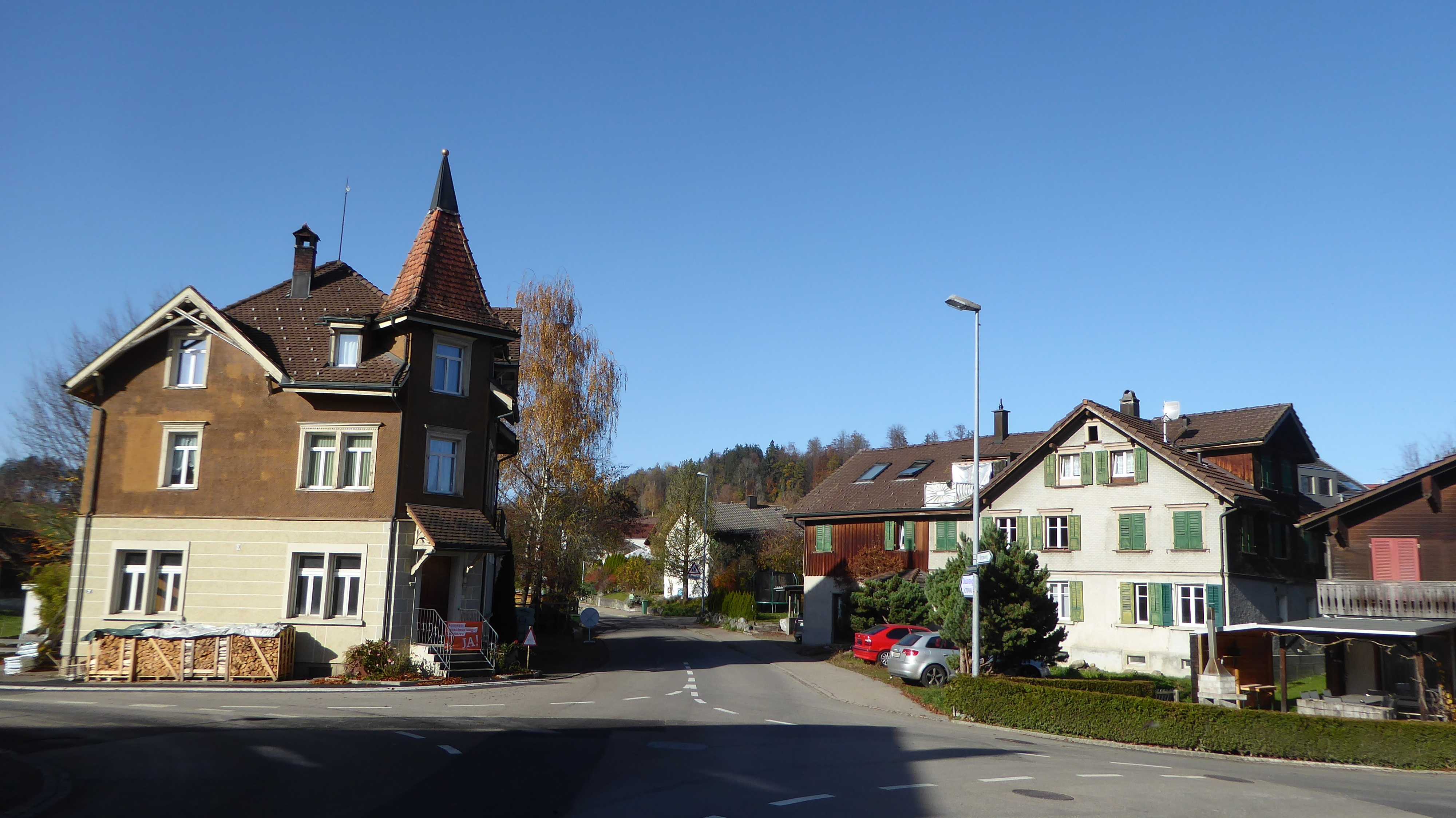
Dorfzentrum

Dietschwil wurde 1300 als Dietswille urkundlich erwähnt.
Im Gebiet wohnten Hörige des Klosters St. Gallen und der Grafen von Toggenburg sowie teilweise Freie.
Auf der Dietschwiler Höchi befand sich die Burg Sternegg, die von einem Dienstmann der Grafen von Toggenburg bewohnt war. Im Burggewölbe soll der Sage nach ein Goldenes Kegelspiel zu finden sein.
Die freien Höfe um Dietschwil gehörten zum Freigericht Thurlinden.
1445 zogen Winterthurer und Frauenfelder Kriegsknechte vor dem Gefecht bei Kirchberg plündernd von Sirnach nach Dietschwil.
1468 ging Dietschwil an die Fürstabtei St. Gallen über.
1803 kam Dietschwil zur politischen Gemeinde Kirchberg des damals neu entstandenen Kantons St. Gallen. 1966 bewilligten die Stimmbürger des Kantons einen Staatsbeitrag an die Melioration Dietschwil.

## Religion

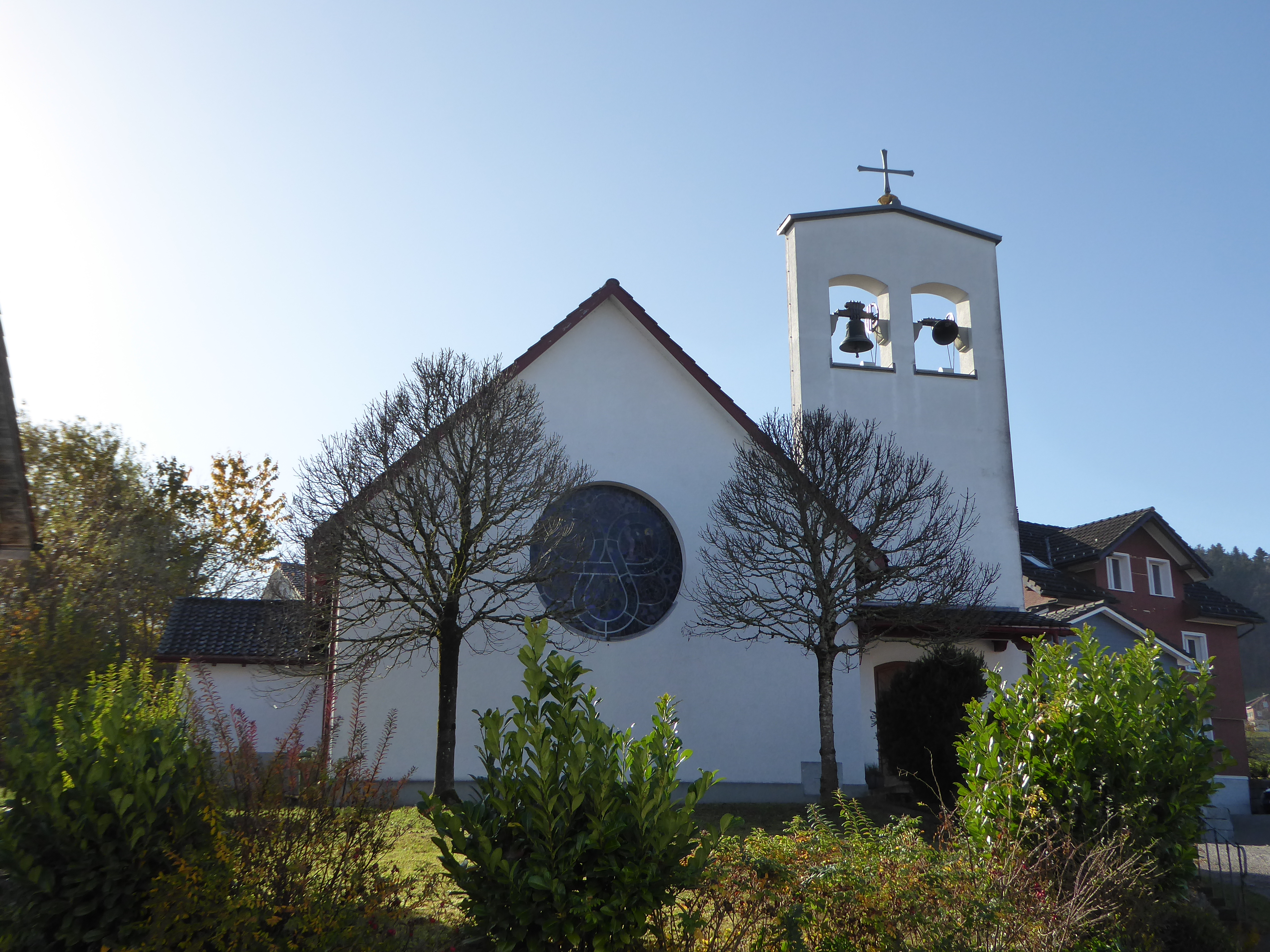
Kapelle

1909 wurde in Dietschwil der Kapellbauverein gegründet, aus dem die Kapellgenossenschaft hervorging. Es dauerte bis zum Jahre 1941, dass die Kapelle eingeweiht werden konnte. Damit 1939 mit dem Bau begonnen werden konnte, waren Kosteneinsparungen und ein geänderter Bauplan notwendig. 1949 wurde die Kapellgenossenschaft in die Kirchgemeinde Kirchberg überführt.

## Bildung und Kultur
In Dietschwil führt die Gemeinde Kirchberg einen Kindergarten und eine Primarschule.
Dietschwil hat einen Gesangs- und einen Schützenverein.